# Флинт (Уэльс)
Флинт (валл. Y Fflint, англ. Flint) — город в округе Флинтшир, Уэльс, лежащий в устье реки Ди. Ранее был уездным городом Флинтшира; сегодня является третьим по величине городом в округе. Согласно переписи населения 2001 года, население города составляло 12 804 чел., а в 2011 году — 12 953 человека.

## География
Флинт расположен на северо-востоке Уэльса, на берегу реки Ди, к северу от города Молд. За рекой Ди находится полуостров Уиррал, а на юге горы Хокин. Флинт расположен менее чем в 12 км от английского города Ливерпуль, и ещё ближе к городскому метро. Тем не менее, из-за широкого залива между городами, дорога имеет вдвое большую длину.

## История

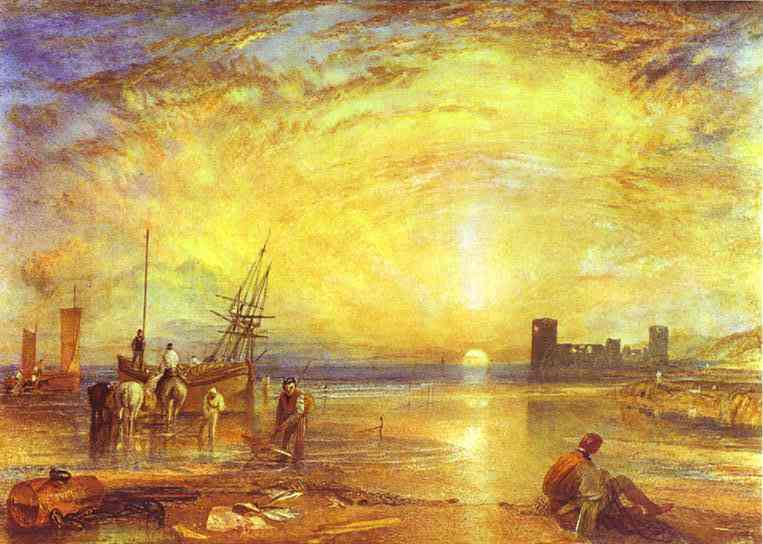
Замок Флинт (Уильям Тернер)

Название относится к каменной платформе, на которой был построен замок, и впервые было записано в 1277 году на французском le Chaylou (совр. французский caillou, «гравий»). В 1284 году во Флинте появилась первая в Уэльсе городская хартия.
В 1399 году Ричард II посажен в замок Флинт своим противником Генрихом Болингброком. Замок был построен Эдуардом I как один из замков «железного кольца»; конструкция послужила основой для больших замков, таких как Харлек и Риддлан. Оуайн Глиндур безуспешно штурмовал Флинт в начале своего восстания в 1400 году.
В 1969 году во Флинте прошёл Национальный эйстетвод. Для этого в городе соорудили композицию из камней (Горседские камни). В июле 2006 года камни были в центре внимания на Церемонии национального эйстетвода. Фестиваль прошёл во Флинте в 2016 году.

## Администрация
Флинт управляется Британской парламентской группой Делин и представителем лейбористов Дэвидо Хэнсоном. Город является частью Уэльской Ассамблеи округа Делин. На уровне местного самоуправления, Флинт администрируется Советом округа Флинтшир.

## Транспорт
Железнодорожная станция Флинт расположена на прибрежной железной дороге Северного Уэльса. Находится между станцией Манчестер Пикадилли и станцией Лландидно, а также между Центральной станцией Кардиффа и вокзалом Холихед.